# Billy Cowell
William Cowell (sinh ngày 7 tháng 12 năm 1902) là một cầu thủ bóng đá, thi đấu cho Huddersfield Town và Hartlepool United.